# フライング (ビートルズの曲)
「フライング」（Flying）は、ビートルズの楽曲である。1967年に放送されたテレビ映画『マジカル・ミステリー・ツアー』の挿入歌で、同名のEP盤とキャピトル編集盤にも収録された。ジョン・レノン、ポール・マッカートニー、ジョージ・ハリスン、リンゴ・スター（本名でクレジット）の4人のメンバー全員が共同でクレジットされた数少ない楽曲の1つ。テレビ映画では、不思議な別世界に旅立っていくシーンで使用された。

## 背景・曲の構成
1965年にビートルズは、バンド初のインストゥルメンタル「12・バー・オリジナル」を作曲。同作は4人の名前がクレジットされた初の公式発表曲となった。「フライング」は、「12・バー・オリジナル」と同様に12小節のブルース形式で書かれた楽曲である。
本作について、マッカートニーは「映画にインストゥルメンタルの曲が必要になって作った。ある晩にスタジオに集まって、みんなに「ちょっとしたテーマとバッキング・パターンは要るけど、基本はすごくシンプルな12小節のブルースを作ろう」という話をした。だから簡単な旋律を書いたんだ。これがないと本当にただの12小節のブルースのバッキングにしかならないからね」と語っている。
曲はギターのフレーズから始まり、メロトロンとオルガンが加わった後、メンバー4人による12小節のスキャットが3回繰り返される。その後、テープ・ループの音で締めくくられる。

## レコーディング
「フライング」のレコーディングは、1967年9月8日にEMIレコーディング・スタジオで開始され、9月28日にオーバー・ダビングが施された。制作当初のタイトルは、映画のサイケデリックな幕間の役割に由来する「Aerial Tour Instrumental」。9月8日にレノンがオルガン、マッカートニーがベース、ジョージ・ハリスンがトレモロをかけたギター、リンゴ・スターがドラムという編成で、1分33秒の即興演奏を6テイク録音。残ったトラックに3種類のオルガンのパートをオーバー・ダビングし、ピンポン録音を行なって2つのトラックにまとめた。その後、レノンはフルートにセッティングしたメロトロンの音、電子音、オルガンのメロディー、チャイムを録音したテープ・ループを作成。
元々の演奏時間は10分ほどあったが、EPおよびLPには2分弱に短く編集されて収録された。

## 評価
『ニューヨーク・タイムズ』紙のリチャード・ゴールドスタインは、本作について「楽器の間奏曲としての『フライング』は、アルバムに収録された他の楽曲よりも控えめであるというだけで、興味を起こさせる」と評している。ロバート・クリストガウは、「ポール・モーリアのほんの上を行く曲で、悪くはないが、私が愛するボーイズではない」と評している。レックス・リードは、『ステレオ・レビュー』誌に掲載されたアルバムのレビューの中で「古いマリア・モンテスの映画のサウンドトラックのように聴こえた」と評している。

## クレジット
※出典（特記を除く）
- ジョン・レノン - ボーカル、メロトロン（マークII）、ハモンドオルガン、テープ・ループ（英語版）
- ポール・マッカートニー - ボーカル、ベース（リッケンバッカー・4001S）、エレクトリック・ギター[10]
- ジョージ・ハリスン - ボーカル、アコースティック・ギター（ギブソン・J-160E）、エレクトリック・ギター[10]
- リンゴ・スター - ボーカル、ドラム（ラディック・オイスター・ブラック・パール）、マラカス

## カバー・バージョン
- 四人囃子 - 1976年に発売されたアルバム『ゴールデン・ピクニックス』に収録。
- レジデンツ - 1976年に発売されたシングル盤『The Beatles Play The Residents And The Residents Play The Beatles』のB面に収録[11]。
- ショッカビリー - 1984年に発売されたアルバム『Vietnam』に収録[12]。
- クアドラフォニクス - 1990年に発売されたアルバム『Blood and Snow』に収録[13]。
- マーク・ウッド（英語版） - 2001年に発売されたアルバム『These Are a Few of My Favorite Things』に収録[14]。

- フランク・オーシャン - Seigfried  サンプリングでの使用。